# Masato Yuzawa
Masato Yuzawa (湯澤 聖人 Yuzawa Masato?, Ibaraki, 10 de octubre de 1993) es un futbolista japonés que juega como defensa en el Avispa Fukuoka.

## Trayectoria

### Clubes
| Club                 | País  | Año       |
| -------------------- | ----- | --------- |
| Kashiwa Reysol       | Japón | 2016-2017 |
| Kyoto Sanga (cedido) | Japón | 2017      |
| Ventforet Kofu       | Japón | 2018-2019 |
| Avispa Fukuoka       | Japón | 2020-     |

## Palmarés

### Títulos nacionales
| Título         | Club           | País  | Año  |
| -------------- | -------------- | ----- | ---- |
| Copa J. League | Avispa Fukuoka | Japón | 2023 |